# Старицкое викариатство
Ста́рицкое викариа́тство — викариатство Тверской епархии Русской православной церкви.
Старицкое викариатство было учреждено 29 февраля 1836 года. Местом пребывания викария был определен Жёлтиков монастырь. 1 октября 1840 года викариатство было упразднено и восстановлено только 9 ноября 1866 года. Просуществовало до 1926 года.

## Епископы
- 3 мая — 15 сентября 1836 — Иринарх (Попов)
- 15 сентября 1836 — 23 апреля 1838 — Неофит (Соснин)
- 19 февраля 1867 — 31 марта 1873 — Антоний (Николаевский)
- 27 ноября 1883 — 18 ноября 1886 — Антонин (Державин)
- 14 декабря 1886 — 15 октября 1897 — Гавриил (Голосов)
- 21 ноября 1897 — 11 декабря 1899 — Павел (Поспелов)
- 30 мая 1900 — 27 декабря 1902 — Василий (Царевский)
- 27 августа 1903 — 31 октября 1908 — Александр (Головин)
- 21 декабря 1908 — 5 марта 1912 — Алипий (Попов)
- 17 апреля 1912 — 7 сентября 1917 — Арсений (Смоленец)
- 7 сентября 1917 — 22 апреля 1918 — Иоанн (Поммер)
- 22 апреля 1918 — 29 ноября 1919 — Серафим (Александров)
- 9 декабря 1919 — 2 января 1922 — Борис (Соколов)
- 2 января 1922 — январь 1926 — Петр (Зверев)
- апрель — май 1926 — Павел (Павловский)